# 格奥尔格·布施纳
格奥尔格·布施纳（德語：Georg Buschner，1925年12月26日—2007年2月12日），德国男子足球运动员。他曾带领东德参加1972年和1976年夏季奥林匹克运动会足球比赛，结果队伍获得一枚金牌和一枚铜牌。